# ジョージ・ポーターJr.
ジョージ・ポーターJr. (George Porter, Jr.、1947年12月26日 - ) は、アメリカ合衆国・ルイジアナ州ニューオーリンズ生まれ、ミーターズの活動で知られるニューオーリンズのベーシスト、歌手。アート・ネヴィルとともに60年代半ばにグループを結成した。
ミーターズは、ファンクミュージックを生み出したグループのひとつとして知られるようになった。
1977年に一度解散をするものの、1989年にポーターを含むメンバーにて再結成。ファンキー・ミーターズ名義で活動した。2019年にアート・ネヴィルが死去したことによりバンドの活動は休止した。
ミーターズ以外の活動としては自身のグループ、ランニン・パードナーズを始め、ジョニー・ヴィダコヴィチ・トリオ、PBS (ポータ/バティスト/ストルツ)、ディープ・フライドなどのプロジェクト、グループに参加している。また、彼はニューオーリンズでは人気の高いセッション・プレイヤーの一人であり、幅広いアーティストとの演奏活動、レコーディングをこなしている。彼が一緒に仕事をしたアーティストは、ドクター・ジョン、ポール・マッカートニー、ロバート・パーマー、パティ・ラベル、ジミー・バフェット、デイヴィッド・バーン、ジョニー・アダムス、アール・キング、スヌークス・イーグリンなど多数が挙げられる。
ローリング・ストーン誌が選んだ「史上最高のベーシスト50選」で第41位に選ばれている。

## ディスコグラフィー
- 1990年 Runnin' Partner (Rounder)
- 1994年 Count on You (Bad News)
- 1994年 Things Ain't What They Used To Be
- 1997年 Funk This (Transvideo)
- 2000年 Funk 'n' Go Nuts (Transvideo)
- 2005年 Searching For A Joyride (Night Train)
- 2007年 It's Life (Transvideo)
- 2010年 Christmas In New Orleans "A Tribute To My Mother"
- 2011年 Can't Beat The Funk (Independent)

### その他プロジェクト
- 2003年 Johnny Vidacovich Trio/We Came To Play (Trio)
- 2005年 Porter Batiste Stoltz/Expanding The Funkin Universe (OUW Records)

## 関連情報
- ミーターズ
- ファンク